# Дукађин (област)
Дукађин (Дукађини; алб. Dukagjin или Dukagjini) је област у сјеверном дијелу средишње Албаније. Простире се испод ријеке Дрим па до ријеке Мат на југу. На истоку се простире до ријеке Црни Дрим, а на западу се некада простирала до самог Јадранског мора. Дио Дукађина је била и област Мирдита. Под Дукађином се обично подразумевају планине источно од Скадра и сјеверно од Дрима и на исток до Тропоје. Такође, област Пука и Бериша, јужно од Дрима, се сматра дијелом Дукађина, позната под називом Стари Дукађин (алб. Dukagjini i Vjetër). Иван Јастребов је читаву област Дукађин идентификовао са историјском облашћу Пилот, и дијели га на Горњи Дукађин (Горњи Пилот) и Доњи Дукађин (Доњи Пилот). Дио Горњег Пилота је и Мализи. Дукађин, праотац Дукађинаца, по Музакију, владао је од Црног Дрима до Алесије (Љеша) укључујући и Задриму. Дукађин је са сјевера и истока омеђивао Дрим, са југоистока Љурска ријека, захватајући Кроју, Селиту, на југу село Дукађин које се налази на граници Мата, затим Коела и на западу гребен планине Веља до Алесија до ушћа ријеке Дрима, који се улијева у море. Цијели тај простор се и у доба Јастребова звао Дукађин, а у писаним документима, као у Хрисовуљи Душановој, звао се Горњи Пилот. И раније је Свети Сава у Немањином житију подразумјевао овај Дукађин када је говорио да је Стефан Немања задобио од поморске земље Зету с градовима, а од Рабна тј. Албаније оба Пилота (горњи и доњи). Горњи Пилот је Дукађин са Мирдитијом и Момзи Сакатском жупом, Пука и Ибала, а Доњим лијева страна Дрима... иако историчари цркве када дијеле цркву у Пулати на доњу и горњу, чине то сасвим другачије због неупућености у старију подјелу.

## Доњи Дукађин
Јастребов је Доњи Дукађини описао као планински крај на десној страни ријеке Дрим. Крај се називао Доњим Пилотом, а смјештен је између Алтина и Зете. На истоку се граничи са Алтином. Планина Ћафа Колшит служи као та граница. На југу је ријека Дрим, на западау је граница била близу Дриваста у смијеру од врха планије Цукали на Маранај, Риол (у племену Риоли) на планину Величек у Шпрели, тако да су западни обронци тих планина припадали Зети. Ту је улазила читава Пострипа са селима Шлаку, Мазрек, Риоли, Кастрати и Хоти. На сјеверу је ланац планине Скељзен из које осим Валбоне извире и Бабин поток.
Ово подручје је названо Пилот по имену древног града Пилот или Полет. Од њега готово да није остало ни трага. Преостале рушевине овог града из Птоломејевог времена леже на 30.000 корака источно од Скадра у брдовитом Доњем Пилоту. Потен га спомиње као Pulatum vel Polletum.
Крај је веома брдовит, свуда су литице и провалије. У доба Јастребова ту није било путева, само путељака којима се иде уз велики страх за сопствени живот. Зато тада у том крају није било коња, него само мањих магараца, јер не могу да се крећу по тим путељцима. На неким мјестима не могу ни магарци него само људи, који се пењу по стијењу прелазећи од мјеста до мјеста.
Значајније планине су: 1. Пискачио. На њој преко стијена води прав пут за Пулату. 2. Планина Боски, кроз ту планину иде пут за Шаљу. 3.Ндермајна планина, њоме иде пут за Никај (Ндермајн значи — између два врха. Има два врха као рогове). 4. Кољчи, кроз ову планину иде пут из Мертури у Краснићи. 5. Планина Шоши није нарочито висока, али на њој увијек има снијега. Планине не обилују великим шумама. Донекле има шуме с боровима, храстом и буквом. У Шаљи има и јеле. Шаљске планине су највише од свих. Ту су и многе дивље животиње: диви медвједи, вукови, лисице, дивље козе... У планини Цукали је било и јелена. Само у Шаљи има нешто земље под усјевима и сјенокосом, и то врло мало, у другим мјестима готово да је уопће нема. Више су држали козе него овце, а крава је било врло мало. Ту је био развијен аскетски карактер монаха. У Топлани, гдје је живјео фратар у доба Јастребова, постоје рушевине прастаре цркве с манастиром који је био велики. По предању ту су живјели монаси старе вјере с брадом. По тумачењу епископа који је умро 1874. г., ти монаси су били василијанци (униjати,католици византиjског обреда). У племену Шоши, на брду Св. Илије остале су рушевине древног манастира али које су тада присвојили Шоши.
Крај нема ријека него великих планинских токова. Значајнија ријека је у Шаљи, ријека Лесниђа. Извире у ланцу планина које се повезују с планином Проклетом код села Деди (Зези). Тече од сјевера ка југу посред села Шаље, даље кроз село Шоши, одатле у Топлану и Душмане и затим се улива у Дрим. Друга ријека носи назив Св. Ђорђа (Шир). Служи као међа између Никаја и Мерути. Улива се у Дрим код села Бјагра. Трећа је ријека Кири. Извире у селу Пљанти и тече ка југозападу близу Дриваста, поред села Кири од кога је добила назив. Она се улива у Дрим код града Скадра са његове југозападне стране. У стара времена ријека Кири се звала Clasulus. Дуж тока те три ријеке смјештена су села са житељима Доњег Пилота, као и дуж Дрима, на његовој десној обали.
Села дуж ријеке Шнерђ су сљедећа: Никпрендај, Перчај, Чупекај, Цорај, Батоши, Бобај, Раја. Посљедња три села племена Мартури имала су у доба Јастренова 200 кућа — 1700 душа, а прав четири припадају племену Никај са (тада) 200 кућа — 1500 душа. Села Палчи, Брица, Саљца такође припадају племену Мертури. Села дуж Дрима на његовиј десној обали јесу: Паљчи (Бљачи, Blackia код Фарлатија), Саљца, Брица (село у Албанији), Топлана са 50 кућа — 320 душа. Душмани су према имену владара Душмана са 170 кућа — 1050 душа. У Топлани су махале: Ара, Курта и Вила, у њему је био фратар. Села дуж Лесниђе_ Шаља са 340 кућа — 2500 душа, са махалама Ђимај, Котај и село Шоши (170 кућа — 1100 душа) са селом Прекали Мола. Прекали је 4 сата од Кири дуж тока ријеке Кири према Дрибасту и Скадру. Ndermaina: у селима Бљач, Саца, Топлана и Душмани има много великих поља, има до 22 рушевине храмова. (Д. Фарлати, Illyrici Sacri, t. VII, стр. 262.). Села дуж Кири: Пљанти (тада, 180 кућа — 1000 душа), Кири (100 кућа — 650 душа), Ђовани (120 кућа — 670 душа). Ту је резиденција епископа. Село Погу је имало 28 кућа. Село Сума је имало 60 католичких кућа.
У Пилоту у доба Јастребова није било градова. У стара времена су код неких села постојали замкови, који су се звали Ђутет. Таквих је било поред села Пљанти и код села Кири. У рушевинама су. И село Шаља има такав замак на мјесташцету са именом Неденмаурири (код Фарлатија Mavricum). Постоји седам здања која подсјећају на храм. У мјесташцету Кивензи су 4, а у Ђогнанзи 3 рушевине. У Шошима недалеко од села истог имена су рушевине, највјероватније града, јер се мјесто зове Шехер, тј. град. По предању ту је био манастир. Ту је Артур Еванс нашао један камен са српско-словенским натписом, по његовом увјерењу. Еванс је од Шошана затражио да за велики новац пренесу камен у Скадар, а примитивни Шошани су помислили да је у камену благо и да их Енглез жели преварити па су га разбили. Нису знали да је за Еванса важан натпис. Донијели су му само парчиће камена са неколико слова тог натписа. Еванс је Јастребову причао о томе током њеиховог сусрета у Скопљу 1883. године. Aрнаути и арнауташи (пошиптарени Срби) су сваког путујућег Европљанина по њиховим крајевима, сматрали ловцем на закопана блага. Тако су мислили јер је било неколико таквих случајева. Јастребов је на многим мјестима сретао трагове јама у којима су се надали пронаћи завјетна блага.
Пилот је међу житељима сачувао име Дукађина, иако није баш познато да су Дукађинци владали Доњим Пилотом. Несумњиво је да је и у њему као и у Горњем Пилоту, тј. у предјелима у којима Дукађинци јесу владали, важио исти закон Леке Дукађина, који је био обавезујући за Горњи Пилот. Отуда се, вјероватно и Доњи Пилот називао Дукађином. Фарлати пише да је Лека Дукађин, син Павлов, са двојицом своје браће 1459. године владао у Пулати и био у непријатељству са Скендербегом. Земљом су владали кнезови и у вријеме ромејске и српске владавине. У вријеме турске владавине, племенима су владали буљукбаше и бајрактари. У доба Јастребова, Ника и Мертури су припадали управи Ђаковачког округа, а сви остали бајраци — управи скадарског паше. Одмах при турском освајању, цијели Доњи Дукађин, под називом Дукађина, био је потчињен пећком паши. Касније, скадарске паше из фамилије Бушатлија су преко поклона и ласкања турским властима успјеле ову област ставити под (своју) управу Скадра.
Шаљани су ту доселили из села Широка, код Скадра, испод планине Тарабош. Предање потврђује и то што породица бајрактара носи надимак Лади, а са истим надимком постоји и у доба Јастребова, породица у Широки — Владан. Племе Шаља је настало од четворице браће који су се првобитно ту населили. Племе је и састављено од четири братства. Има их доста у Приштинском округу и Ђаковачком (Ријека).
У Шошима су била два братства у вријеме Јастребова: Ђолеј и Пен Сумај. Посљедње братство је у сродству са селом Сумом у Скадарском срезу. У Планти су три братства: Пренд, Нреј (Андреј) и Ђурај (Ђуро) који живе у селу Менгела. Село Ђани потиче из Мертури племена Бериша, досељеници из Мартури гурит у мјесташцету Божи. Кири чине два братства: Петали и Нонеј. Петали су досељеници из Куча и зову се Дрекали Кучит. Иако их је мање од Нонеја, ту су имали првенство јер су се раније доселили у Кири. Племе Никај се доселило из Краснића, а Мертури припада братству Бериша, које је расијано по разним мјестима код Призрена, Пећи, Ђаковице и Скадра (Задрима). У Никају су сачуване рушевине мањих цркава на врху планина. Бискуп Берише је Јастребову рекао да су то трагови давно ишчезлог шизматичког (православног) монаштва. Племе Ђовани је узело назив по мјесту које је заузимало. Ту је била стара црква посвеена Св. Јовану. Раније су ту живјели Нешеи, али су због вендете нестали, а Сумај, у доба Јастребоа још ту живе.
Пут од Дриваста за Пулату је у 17. вијеку ишао од Душмана за Аро, Вимо, Мола (шошанско село) у њему је тада било 90 кућа, носи назив Шоши. Племену Ђовани припада село Сума (тада 50 кућа, од тога 15 муслиманских). То село су образовали пресељеници из села Дајче (Задрима), из Куча Дрекаловића и Букемира, али, живе истим животом са селом Ђовани и славе истог патрона и у севму наступају заједно. Између села Ђовани и Сума је долина. Зове се долина бесједе — Lami cunevit. Ту су засједали житељи оба села разматрајући питања која су се тицала та два села. У селу Суми су сви житељи католици, поред 15 муслиманских породица.
У Шаљи, Никају и Мерути су постојали обичаји који су постали закон. Дјечак од 12 година почиње носити пиштољ, а у другим мјестима са 15 година, а друго оружје са 17 година. У Доњем Пилоту се у доба Јастребова није могло видјети мушкарца (како млађе тако и старијег) без пушке, а без пиштоља ни трена. При рату пола мушкараца иде у рат, а пола остаје код куће. У Пулати се чувао обичај кумства, да се дјеца када им почиње расти коса, шишају. То ради кум, а тада се спрема и посебна гозба. Побратимство је имало исти циљ, удруживање са силнима, да би имали заштиту у невољи. При побратимству два пријатеља пију крв један другоме и постају браћа до смрти, а дужни су један за другога да дају и живот, ако затреба. Отуда и жеља за осветом јер крв није вода. Исто је и са посестримством. Побратим воли побратима више него брата. Код Срба је побратимство некада и црква освештавала, постојао је посебан обред.
Власт су вршили буљукбаше који су увијек били Турци, али без сеоских стараца се није могло ништа рјешавати. То су судије или арбитри. У Доњем Пилоту никада није било пута од Скадра до Пећи.

## Становништво
Иван Јастребов је записао да су живот и обичаји Дукађинаца исти као код Словена. У мало чему се разликују од Црногораца. Констатује да су то запазили и латински попови и Хекар, који су си поставили питање да ли су они можда словенског поријекла. У њихове обичаје спада да се приликом причешћа хостија залива вином у самој цркви. При одласку у цркву опскрбе се крчазима вина који иду из руке у руку оних који су примили хостију. Славе свеце по јулијанском календару, као и Кастриоти Светог Николу 6. децембра по грчком (јулијанском, православном) календару. Шин-коли Пљак на нови календар додају 12 дана, у селу Шпори недалеко од Масреке овог истог свеца празнују по грчком календару, а у селу Шлезри 9. мај се празнује такође по грчком калнедару. Из тога је неспорно да су Дукађини били православни хришћани. Код Дукађина и Црногораца су се сачували исти обичаји као и код Дарданаца. При смрти су себи гребали лице, лелекали, носили црнину а мушкарци су пуштали браду. По Јастребову, то се практиковало у Дукађину до најскоријег времена, а понегдје се и даље практиковало. По Јастребову, Дукађинци су лицемјерни и лажљиви до краја. Улизице, непријатељи мудрих савјета, идолопоклоници лажљиве части и спокојни у дрскости. Лажљивци у причама, урођен им је дух преувеличавања. Тај гријех по њему имају и Црногорци. Пљачка се не сматра гријехом. Воле да се овајде туђом имовином. Само о великим празницима иду у цркву. Гостопримство им је светиња, а 98 % разлога крвне освете су жене, што су Јастребову потврдили многи попови и један бискуп (Данило I Петровић Његош је имао исти став о женама: колико је зла било по свему свијету са злијех женах). Јастребов је описао и једну задругу у Дукађину. У селу Гомсин, чији су житељи сматрали да су Дукађинци, је срео и тада ријеткост. Задругу католика Ђок Пака, која се сатојала од 90 душа. Сви су били потчињени изабраној глави породице. По Јастребову, то је остатак старог српског система живљења. Гомсинчани су му причали да тако великих породица више нема али да их је у стара времена у Дукађину било, премда нису достизале ту бројност. И тада су постојале породице које су биле у задругама, али нису прелазиле број од 30 душа оба пола. Јастребов наводи податак да су Дукађинци вјеровали да су поријеклом Грци. Сматра да је могуће да су били поставени од стране Ромеја (Византинаца) за управитеље те земље и чуваре трговачког пута. Зато су подигли у Пуку — Флете тврђавицу, у Хасу на десној страни Дрима и у Љуми — Градиште за заштиту путника. Јастребов је записао да је ношња Фанда тј. уопће Дукађинаца, готово сасвим иста као ношња Маћана, Шаљана и Црногораца... уске гаће, бијеле капице... то је чисто српска одјећа из старих времена. У такву ношњу је била одјевена цијела српска војска када је против побуњене Србије кренуо цар Манојло (према свједочењу Кинама којег цитира Панта Срећковић). Кинам је записао: Приближивши се ријеци Тари, прије сунчаног заласка, византијска војска увидје безбројну множину наоружаних Срба… Одијело им је било: доламе, уске гаће и бијеле капе…